# Бланкафор
Бланкафо́р (фр. Blancafort) — коммуна во Франции, находится в регионе Центр. Департамент — Шер. Входит в состав кантона Аржан-сюр-Содр. Округ коммуны — Вьерзон.
Код INSEE коммуны — 18030.
Коммуна расположена приблизительно в 150 км к югу от Парижа, в 65 км юго-восточнее Орлеана, в 55 км к северу от Буржа.

## Население
Население коммуны на 2008 год составляло 1131 человек.
| 1962 | 1968 | 1975 | 1982 | 1990 | 1999 | 2008 |
| ---- | ---- | ---- | ---- | ---- | ---- | ---- |
| 1725 | 1735 | 1669 | 972  | 1007 | 936  | 1131 |

## Администрация
| Период | Период | Фамилия          | Партия                  | Примечания |
| ------ | ------ | ---------------- | ----------------------- | ---------- |
| 2001   | 2008   | Филипп Ноде      |                         |            |
| 2008   | 2014   | Паскаль Маржерен | Социалистическая партия |            |

## Экономика
В 2007 году среди 680 человек в трудоспособном возрасте (15-64 лет) 509 были экономически активными, 171 — неактивными (показатель активности — 74,9 %, в 1999 году было 74,4 %). Из 509 активных работали 477 человек (267 мужчин и 210 женщин), безработных было 32 (12 мужчин и 20 женщин). Среди 171 неактивных 41 человек были учениками или студентами, 60 — пенсионерами, 70 были неактивными по другим причинам.

## Достопримечательности
- Церковь Сент-Андре (XI—XII века). Исторический памятник с 1926 года[3]
  - Деревянная статуя Св. Себастьяна (XVII век). Высота — 143 см. Исторический памятник с 1980 года[4]
  - Деревянная статуя Св. Стефана (XVII век). Высота — 145 см. Исторический памятник с 1980 года[5]
- Замок л’Опиталь-дю-Френ (XII век), бывшее командорство. Исторический памятник с 1926 года[6]
- Замок Бланкафор (XV век). Исторический памятник с 1926 года[7]
- Музей колдовства

## Фотогалерея

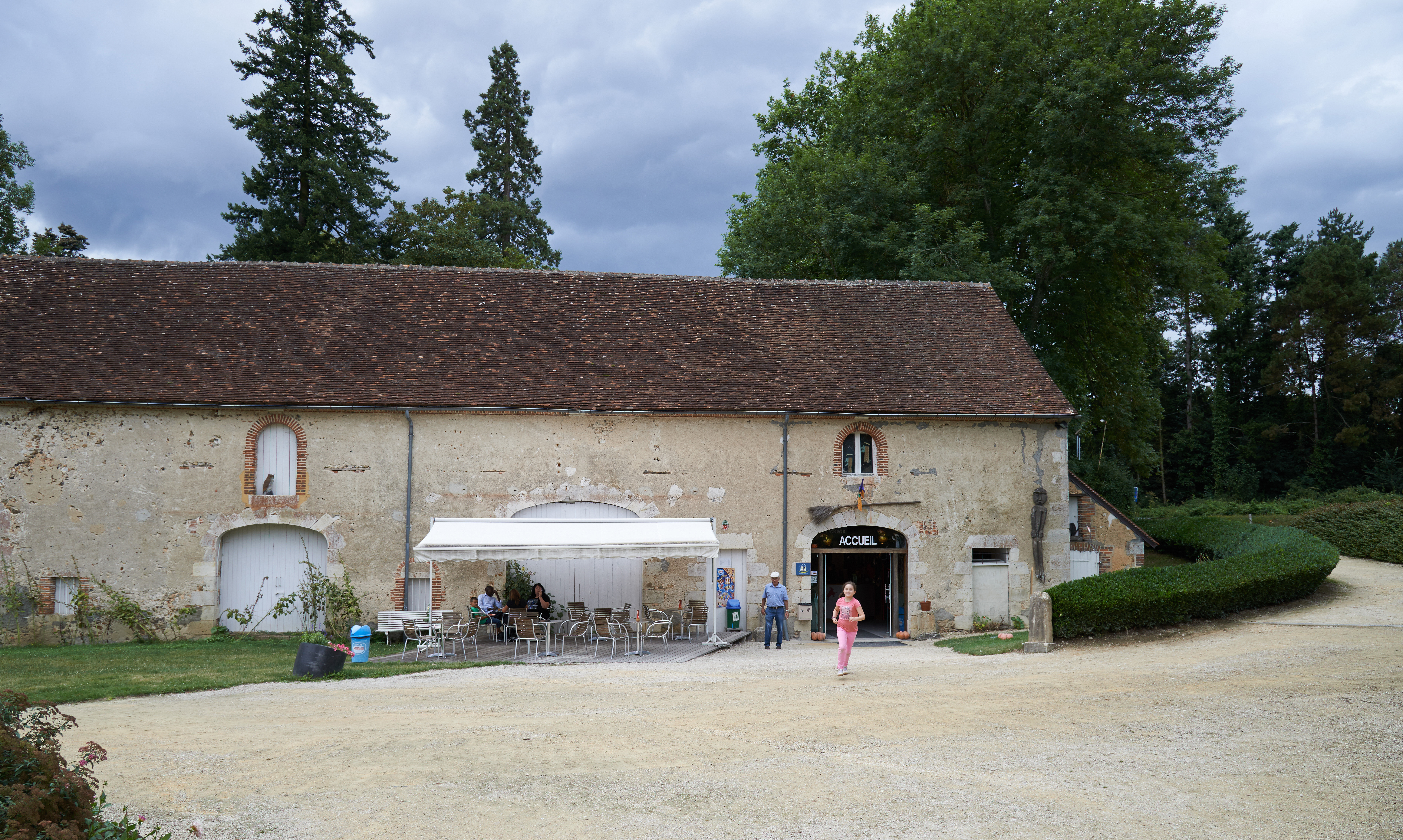
Музей колдовства
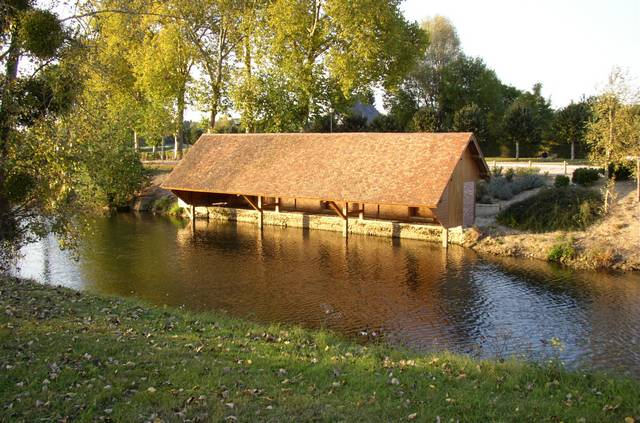
Общественная прачечная
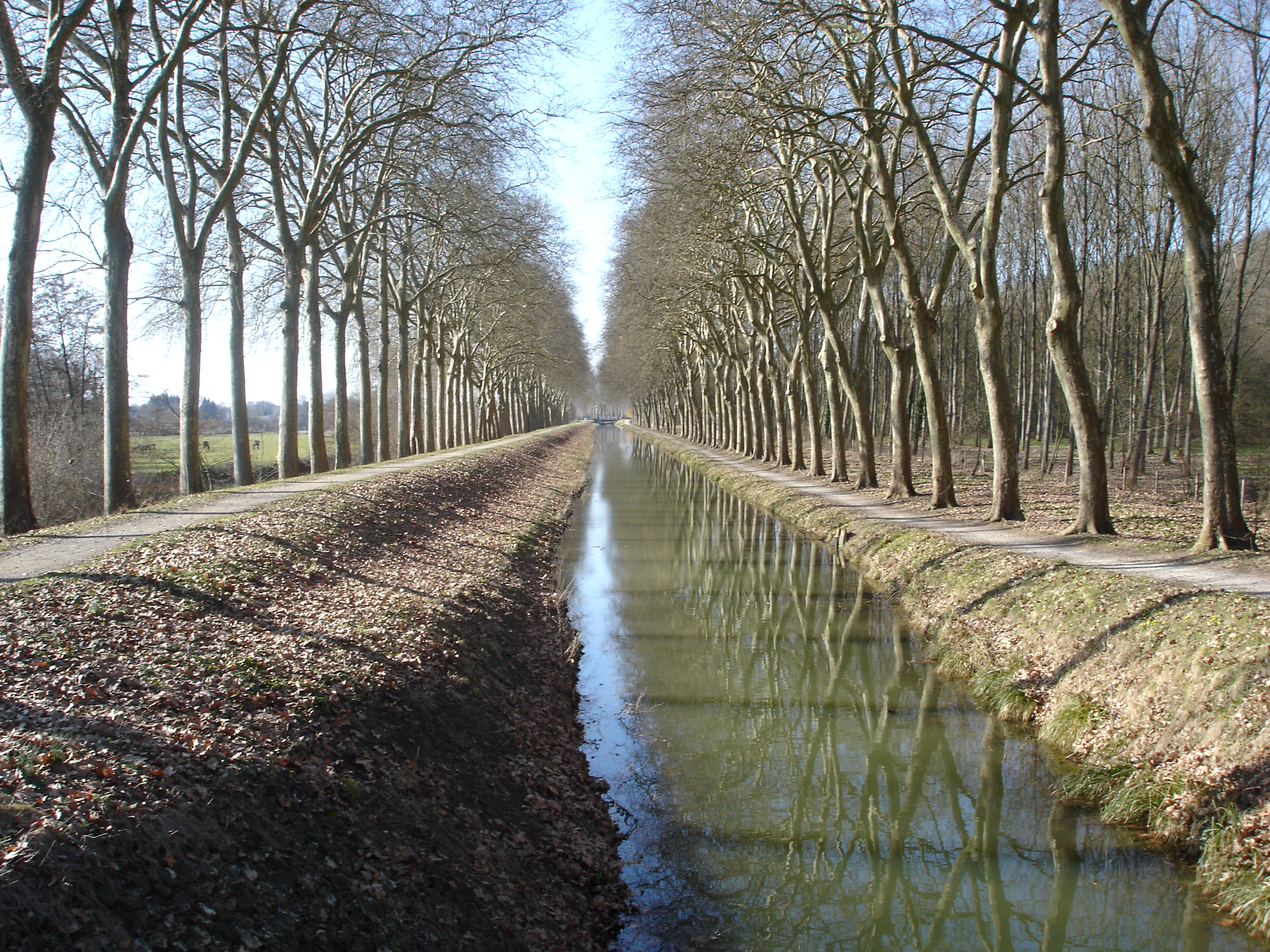
Канал Содр[фр.]